# Germana Viana
Compléments
site web : http://germana.iluria.com/
Germana Viana (née le 16 octobre 1972 à Recife) est une scénariste et dessinatrice de bande dessinée brésilienne.

## Biographie
Née à Recife le 16 octobre 1972, Germana est diplômée en art à l'université de São Paulo et commence sa carrière en 1990en illustrant des albums pour enfants. Depuis le début des années 2000, elle est graphiste et lettrice de bande dessinée en assistant Joe Prado, qui représente des auteurs brésiliens pour le marché américain.
À partir de 2013 elle commence à publier ses propres bandes dessinées : Lizzie Bordello e as Piratas do Espaçoqui compte deux volumes, un en 2014 et l'autre en 2016, publiés par Jambô publishing.
À partir du 8 mars 2016, she publie un webcomic intitulé As Empoderadas, qui gagne le vingt-neuvième HQ Mix Trophy dans la catégorie meilleur webcomic,,,,,,. Elle est mariée au scénariste et éditeur Rogério Saladino.

## Récompenses
2019 : Prix Angelo-Agostini